# Cymothales liberiensis
Cymothales liberiensis is een insect uit de familie van de mierenleeuwen (Myrmeleontidae), die tot de orde netvleugeligen (Neuroptera) behoort. 
Cymothales liberiensis is voor het eerst wetenschappelijk beschreven door van der Weele in 1904.